# Роботівка
Робо́тівка — село в Україні, у Пришибській сільській громаді Кременчуцького району Полтавської області. Населення становить 160 осіб. Орган місцевого самоврядування — Пришибська сільська рада.

## Географія
Село Роботівка знаходиться на лівому березі річки Кобелячок, вище за течією на відстані 3 км розташоване село Кобелячок, нижче за течією на відстані 2,5 км розташоване село Салівка.

## Транспорт
Через село проходить автодорога місцевого значення: 
- 01709128 "Пришиб - Роботівка"

## Відомі люди
- Зінченко Іван Кирилович — поет, автор тексту пісні «Журавка» («П'є журавка воду»).